# Ignacio Ambríz
Ignacio Ambríz (7 de febrer de 1965) és un exfutbolista mexicà.

## Selecció de Mèxic
Va formar part de l'equip mexicà a la Copa del Món de 1994.